# Caro maestro
Caro maestro è una serie televisiva italiana prodotta in due distinte stagioni, trasmesse su Canale 5 nelle primavere del 1996 e del 1997.
Il format è stato successivamente acquistato dalla società di produzione televisiva spagnola Zeppelin e trasmesso da Telecinco tra il 1997 e il 1998.

## Trama
Stefano Giusti, un conducente d'autobus fa domanda al Provveditorato agli studi ed ottiene una supplenza proprio nella scuola elementare che aveva frequentato da bambino, a Forte dei Marmi. Viene così ospitato dall'eccentrica zia Ottilia e, dal momento in cui sale in cattedra, instaura un fortissimo legame di complicità con i suoi alunni, risolvendo i problemi di ogni bambino. Si susseguono varie storie d'amore che vanno a finire più o meno bene, in particolare la ricostituzione della coppia tra il maestro Stefano e Elisa Terenzi, insegnante e direttrice della scuola, che, dopo essere stati fidanzati da bambini, si ritrovano dopo anni di lontananza e, dopo varie peripezie, coronano il loro amore con il matrimonio e la nascita del piccolo Luca.

## Personaggi

### Principali
- Stefano Giusti: dall'animo sensibile ed altruista, all'inizio è un conducente d'autobus che inizia a intraprendere la carriera di maestro elementare dopo aver ricevuto dal provveditorato una supplenza alla scuola elementare di Forte dei Marmi, sua città natale. Rivede in seguito la sua vecchia fiamma Elisa, ora direttrice della medesima scuola. Una volta diventato maestro, instaura un forte legame di complicità con i bambini risolvendo loro anche dei problemi ed aiutandoli nel difficile compito di diventare grandi.

- Elisa Terenzi: direttrice della scuola elementare dove Stefano viene inviato come supplente, si stupisce molto nel vederlo. I due infatti erano fidanzati in gioventù e poi si erano persi di vista con la partenza di Stefano per il militare. Inizialmente i loro rapporti sono molto distaccati, ma poi l'amore riprenderà il sopravvento e i due si sposeranno. Separata, ha una figlia, Giulia.

- Monica Giusti: sorella di Stefano, di professione fa la parrucchiera e molte volte la si vede parlare con Elisa, cliente nel suo centro benessere. È sposata con Carlo, un vigile che nonostante provi a essere severo e professionale, si fa intenerire da molte cose. Ha una figlia, Alice.

- Carlo Carloni: agente della polizia municipale di Forte dei Marmi, è il cognato di Stefano ed è a volte il punto di riferimento del maestro. È a lui infatti che Stefano chiede dei consigli su come fare per riconquistare Elisa dal momento che lui, essendo sposato, può sapere qualcosa di utile. Anche se lo nasconde per la serietà della sua professione, ha un animo molto sensibile che qualche volta viene fuori. È il padre di Alice.

- Zia Ottilia: zia di Stefano, è una donna che nonostante l'età è molto eccentrica e versatile, sempre pronta a dare buoni consigli al nipote e alla sua famiglia, in particolare per riaccendere la fiamma d'amore tra Stefano ed Elisa.

- Giulia Catania: la figlia di Elisa. Dal carattere molto vispo e sveglio, lei è legatissima alla madre. Lei e Stefano si incontrano per la prima volta quando lui la scambia per Elisa da bambina, credendo di aver avuto una visione. Si ritroveranno poi come alunna e insegnante nella stessa classe.

### Secondari
- Claudia De Santis: insegnante di educazione fisica nella scuola di Elisa. Grande amica e confidente della direttrice, ama molto il suo lavoro e lo svolge con passione ed energia. Nella prima parte della prima stagione la si vede in costante depressione, resa dal fatto che nonostante la sua età ancora non ha trovato un uomo deciso ad avere una storia con lei. Lo troverà però nel padre di Paolino, un suo alunno, tramite uno stratagemma di Stefano.

- Bruno Verticella: il maestro di matematica. Un uomo molto serio ed energico, fa di tutto per mettere in riga i suoi alunni sfociando in esagerate e divertenti situazioni. È lui il primo a vedere Elisa come direttrice, esordendo con un: "90-60-90!"

- Giovanna Gimignano: giovane e timida insegnante di scienze, è una sorta di seconda mamma per i suoi alunni.

- Padre Andrea: un prete che insegna religione nella scuola, ama molto il suo lavoro ed alle volte lo si vede cantare o inventare filastrocche per far ridere gli alunni. Inoltre, padre Andrea sarà di grande aiuto quando Stefano dovrà fare il grande passo che lo porterà al matrimonio.

- Elvira Piersanti: l'anziana bidella della scuola, una sorta di consigliera spirituale per tutti e che nei suoi lunghi anni ne ha viste molte. Ha una nipote, Antonella, che però apparirà nella seconda stagione.

- Saverio Serranti: il padre di Paolino. Ex pescatore, a causa di un incidente in mare che lo ha reso permanentemente claudicante ha abbandonato la pesca per aprire un negozio di alimentari. Il suo carattere ad un certo punto diventa intrattabile ed irascibile ed accusa il figlio Paolino di trascurarlo, assieme con l'attività di famiglia, per stare tutto il tempo con il maestro Stefano, il quale capisce che il suo vero problema è che l'uomo ha bisogno di una moglie. Ed è qui che, con la scusa di una riunione scuola-famiglia, conosce Claudia e se ne innamora, ricambiato.

- Marina Lucidi: ex fidanzata di Stefano nel momento in cui lui e Elisa si sono persi di vista. Dal carattere abbastanza possessivo e ossessivo, è stata lasciata da Stefano. Vive a Roma, ma tornerà a Forte dei Marmi con l'obiettivo di riprendersi il suo Stefano anche perché ha lo zio che lavora al Provveditorato e che vuole assegnargli una cattedra nella Capitale così da permettere alla nipote di stare sempre con lui.

- Cesare Catania: ex marito di Elisa e padre biologico di Giulia, è legatissimo a sua figlia e in un episodio torna a Forte dei Marmi per poter stare con lei.

- La madre di Carlotta: ex ballerina classica di talento, dopo aver appeso il tutù al chiodo ripone tutti i suoi sogni e le speranze sulla figlia Carlotta, ignara del fatto che la bambina non solo non ne vuole sapere di seguire le orme della madre, ma addirittura inizia ad avere dei disturbi alimentari ossessivo-compulsivi che saranno risolti quando la madre capirà l'errore che ha fatto con lei.

- Paolino: alunno di Stefano e figlio di Saverio, ha una fortissima ammirazione per il padre e per la sua attività di pescatore al punto da crearsi un mondo tutto suo nel quale il padre ancora pesca ed affronta il mare con la sua barca. Vede in Stefano una sorta di secondo padre ed è tra gli alunni che più si affezionano a lui al punto di ammettere che, nel caso Stefano venisse mandato via, se venisse un'altra maestra donna gli potrebbe venire un'altra crisi d'identità.

- Simone: alunno di Stefano, "biondo e pacioccone", come quest'ultimo lo definì una volta, è forse uno degli alunni più popolari della serie. Ama il cibo e spesso lo si vede mangiare qualche panino, ma la sua vera passione è la pizza, pietanza che cita molto spesso e che appare anche nei compiti che il maestro chiede di fare (ad esempio quando Stefano chiese di scrivere i sogni che i bambini avevano fatto, Simone scrive di "aver sognato di essere su una grande isola che in realtà era una grande pizza").

- Robertino: alunno di Stefano e migliore amico di Paolino, è figlio di genitori appartenenti all'alta borghesia, che però sono troppo presi dai loro problemi per accorgersi di lui. E in un episodio lui compenserà questa mancanza di attenzioni iniziando a rubare dapprima 10.000 lire a Simone senza che questi se ne accorga, poi l'autoradio del maestro Verticella e poi svariati dolci al supermercato. Sarà Stefano, tramite una recita scolastica, a fargli ammettere le proprie colpe dicendo che se l'ha fatto è perché anche lui esiste a questo mondo. In un altro episodio della seconda stagione invece avrà un problema di cecità temporanea dovuto al forte stress che sente, come tutti, per l'avvicinarsi degli esami di quinta elementare.

- Enrichetto: alunno di Stefano e figlio di un poliziotto, dal padre ha ereditato il fiuto investigativo e Stefano cercherà di coinvolgerlo nel problema dei furti a scuola.

- Mirella: alunna di Stefano. Figlia di un pregiudicato e di una fioraia, inizialmente è su di lei che si concentrano i sospetti nella faccenda dei furti a scuola, ma sarà "scagionata" quando Stefano capirà la sua sensibilità: dalla madre, infatti, ha ereditato il fatto di parlare con le piante, cosa che la fa rilassare molto quando la bambina è nervosa.

- Flavia e Marzia: due gemelle monozigoti, usano questa loro caratteristica per fare scherzi a tutto spiano ai maestri, in particolare scambiarsi quando una delle due è nei guai e così spuntarla. Stefano però farà capire loro che non sempre possono passarla liscia usando la loro somiglianza. Appaiono nella seconda stagione.

- Pablo: ragazzino italo-brasiliano, figlio di un diplomatico, appare solo nella seconda stagione. Frequenterà la scuola per un po' di tempo, poi tornerà in Brasile. Carlotta si innamorerà di lui, mentre Paolino, che sentiva qualcosa per Carlotta, viene colpito da gelosia.

- Claudio: ragazzo quattordicenne napoletano, lavora come barista nel bar del padre. È un ragazzo molto bello e spiritoso, pieno di energie, ma privo di cultura nonostante sia molto bravo nel fare i calcoli. Grazie a Stefano e ai suoi alunni non solo riuscirà ad essere acculturato, ma dal bar si ritroverà a diventare un cadetto della Marina militare.

## Episodi
| Stagione         | Episodi | Prima TV Italia |
| ---------------- | ------- | --------------- |
| Prima stagione   | 7       | 1996            |
| Seconda stagione | 6       | 1997            |

## Cast
Nella serie, oltre agli attori già citati, si trovano anche altri attori famosi, tra cui Franca Valeri nel ruolo dell'anziana bidella, Antonella Elia nel ruolo di sua nipote, Francesca Reggiani nel ruolo della sorella di Stefano, sposata con Nicola Pistoia che interpreta Carlo Carloni, un agente della polizia municipale. Gli altri professori sono invece Francesco Bonelli (il maestro di matematica), Isa Gallinelli (insegnante di educazione fisica), Edoardo Nevola (padre Andrea, l'effervescente insegnante di religione) e Stefania Sandrelli, dalla seconda stagione, nel ruolo dell'insegnante di inglese che fa invaghire il cognato di Stefano, Carlo Carloni (Nicola Pistoia).
Tra i bambini invece spiccano soprattutto Roberta Scardola (futura Carlotta ne I Cesaroni) nel ruolo di Giulia, figlia di Elisa, Giordano Coccomini, che interpreta Simone e Carlotta Jazzetti, nel ruolo di Carlotta, miglior amica di Giulia, e Margot Sikabonyi nel ruolo di Cristina (in seguito divenuta nota per il ruolo di Maria Martini nella serie televisiva Rai, Un medico in famiglia).
Gli altri alunni sono: Paolino (Andrea Palumbo), Salvatore (Massimiliano Cagnucci), Robertino (Matteo Ripaldi), Enrichetto (Mattia Moscardini), Salvatore (Gianluca Malavista), Marzia (Marta Giudici), Flavia (Chiara Giudici), Pablo (Daniel Di Francesco), Mirella (Carlotta Aggravi), Chiara (Chiara Murolo), Veronica (Veronica Ronci), Alessio (Alessio De Simone), Ilaria (Ilaria Argentin), Francesco (Francesco Ciaraffo), Christian (Mattia Barilli).
Nella seconda stagione spicca la presenza di Antonella Elia, alla sua prima esperienza da attrice, nel ruolo della giovane e laureata Antonella, nipote della bidella Elvira Piersanti.

## Sigla
La sigla è interpretata dallo stesso Columbro.

## Accoglienza
La fiction è andata in onda nella sua prima stagione il venerdì sera in prima serata su Canale 5 dall'8 marzo 1996 ottenendo un ottimo successo di pubblico, tanto da ottenere oltre 7 milioni di spettatori e da avviare le riprese della seconda stagione già nel maggio dello stesso anno.
La seconda stagione è stata trasmessa l'anno successivo, a partire dal 13 marzo 1997, inizialmente nella prima serata del venerdì di Canale 5, poi spostato al giovedì. Anche questo secondo ciclo di puntate ha ottenuto un'ottima accoglienza da parte del pubblico, registrando ascolti di oltre 6 milioni di spettatori.
Nonostante il successo non è stata proposta una terza stagione della fiction, poiché si reputava esaurita la storia, ma nel 2000 si tornò a parlare di un'eventuale nuova stagione sempre avente come protagonista Marco Columbro, concretizzatasi poi con la realizzazione di un'altra fiction che ne ricalcava il format, Sei forte maestro, con Emilio Solfrizzi.
La buona riuscita della fiction, apprezzata dal pubblico e dalla critica, ha portato a frequenti riproposizioni delle puntate delle due stagioni sulle reti Mediaset, sia sulle tre principali emittenti in chiaro, sia sulle reti digitali (Iris, Boing, Mediaset Extra) e satellitari (Happy Channel).